# Cyclolabus nigricollis
Cyclolabus nigricollis là một loài tò vò trong họ Ichneumonidae.